# Чемпіонат Франції з тенісу 1914
Чемпіонат Франції з тенісу 1914 - 24-й розіграш Відкритого чемпіонату Франції. Вчетверте в кар'єрі Макс Декюжі здобув титули одночасно в усіх трьох розрядах. Титул в одиночці став для нього рекордним восьмим і останнім. Це досягнення через 99 років повторив Рафаель Надаль. У парному розряді його партнером знову був Моріс Жермо, а в міксті - 14-річна Сюзанн Ленглен, яка згодом стане легендою французького тенісу. Чемпіонкою в одиночному розряді стала Маргарита Брокдіс, а в парному - Сюзанн та Бланш Амблар. Це був останній турнір перед початком Першої світової війни, через яку він не проводився до 1920 року.

## Дорослі

### Чоловіки, одиночний розряд
Макс Декюжі переміг у фіналі  Жана Самазо, 3-6, 6-1, 6-4, 6-4

### Жінки, одиночний розряд
Маргарита Брокдіс перемогла у фіналі  Сюзанн Ленглен, 6-2, 6-1

### Чоловіки, парний розряд
Макс Декюжі /  Моріс Жермо перемогли у фіналі пару  Вільям Лоренц /  Людвіг фон Займ-Гуґштрейтен 6-4, 6-4, 4-6, 4-6, 6-4

### Жінки, парний розряд
Сюзанн Амблар /  Бланш Амблар перемогли у фіналі пару  Жермен Голдінг /  Сюзанн Ленглен 6-4, 8-6

### Змішаний парний розряд
Сюзанн Ленглен /  Макс Декюжі перемогли у фіналі пару  Сюзанн Амблар /  Моріс Жермо 6-4 6-1